# Зосима Ворбозомский
Зосима Ворбозомский (? — ок. 1550) — преподобный Русской православной церкви. Память совершается 4 (17) апреля и 7 (20) ноября.

## Жизнеописание
Был учеником Корнилия Комельского. В поисках уединения поселился на острове Ворбозомского озера, в 22 вёрстах к югу от Белозерска, куда к нему собирались ученики. Там им был основан Благовещенский монастырь.
Источником о преподобном Зосиме является грамота верейского белозерского князя Михаила Андреевича (1432—1486), вошедшая в состав грамоты царя Иоанна IV Васильевича от 12 февраля 1566 года:
Велел князь Михаила Андреевич в Ворбозоме отвести лесу к деревне к Пидьбину Пречистой Благовещенью в пустыню старцу Изосиме, а и отвод земле: от Михайловы деревни на олховое болото да в Мурочинское болото.
В 1501 году в Ворбозомском монастыре настоятелем был уже Иона.
Сохранилось написанное преподобным Зосимой поучение и послание своей духовной дочери Анастасии.
В рукописной «Памяти преподобнаго отца нашего Зосимы, Орбозомскаго чудотворца» сообщается, что известий о Зосиме до его прихода на Ворбозомское озеро нет: «А о рождении, и воспитании, и пострижении его не обретохом писанием изложено». Преподобный Зосима был учеником преподобного Корнилия Комельского.
Умер преподобный Зосима, предположительно, в 1550 году.
Погребён «…близ соборныя церкви Благовещения Пресвятыя Богородицы от северныя страны, в пределе святаго великого Николы чюдотворца. А святыя его мощи лежат под спудом».